# Melita pahuwai
Melita pahuwai är en kräftdjursart som beskrevs av J. L. Barnard 1970. Melita pahuwai ingår i släktet Melita och familjen Melitidae. Inga underarter finns listade i Catalogue of Life.